# Gebeyanesh Gedecha
Gebeyanesh Gedecha Kama (* 21. November 1998) ist eine äthiopische Leichtathletin, die sich auf den Hürdenlauf spezialisiert hat.

## Sportliche Laufbahn
Erste internationale Erfahrungen sammelte Gebeyanesh Gedecha 2017 bei den Juniorenafrikameisterschaften in Tlemcen, bei denen sie in 15,03 s die Bronzemedaille im 100-Meter-Hürdenlauf gewann. Im Jahr darauf schied sie bei den Afrikameisterschaften in Asaba im 400-Meter-Hürdenlauf in der Vorrunde aus und belegte mit der äthiopischen 4-mal-400-Meter-Staffel in 3:44,84 min den fünften Platz. 2019 wurde sie bei den Afrikaspielen in Rabat in 59,79 s Achte. 2022 startete sit mit der 4-mal-400-Meter-Staffel bei den Afrikameisterschaften in Port Louis und belegte dort in 3:47,31 min den fünften Platz.
In den Jahren 2018, 2019 und 2022 wurde Gedecha äthiopische Meisterin im 400-Meter-Hürdenlauf sowie 2019 auch über 100 m Hürden.

## Bestleistungen
- 100 m Hürden: 14,45 s, Mai 2019 in Addis Abeba
- 400 m Hürden: 58,30 s, Mai 2019 in Addis Abeba